# Reska Węgorza
Reska Węgorza – rzeka na Pojezierzu Zachodniopomorskim, w woj. zachodniopomorskim, lewobrzeżny dopływ rzeki Regi. 

## Nazwa
Nazwa Reska Węgorza funkcjonuje od 1948 roku, kiedy to została zmieniona z poprzedniej niemieckiej nazwy Aal Bach.

## Przebieg
Rzeka bierze swe źródło na Pojezierzu Ińskim na południowy wschód od wsi Cieszyno i biegnie w kierunku północno-wschodnim przez wieś Winniki. Dalej płynie w kierunku północno-wschodnim przy wsi Runowo i Kraśnik Łobeski. Następnie przepływa przez wieś Lesięcin w kierunku północnym, by zawrócić i połączyć się z Brzeźnicką Węgorzą, która wpada do od prawego brzegu. Reska Węgorza biegnie dalej na północ i uchodzi do Regi od lewego brzegu, na Wysoczyźnie Łobeskiej na granicy administracyjnej miasta Łobez.

## Przyroda
Według danych regionalnego zarządu gospodarki wodnej gatunkiem dominującym w wodach Reskiej Węgorzej jest pstrąg potokowy. W rzece występuje także głowacz białopłetwy, będący gatunkiem chronionym.

## Galeria

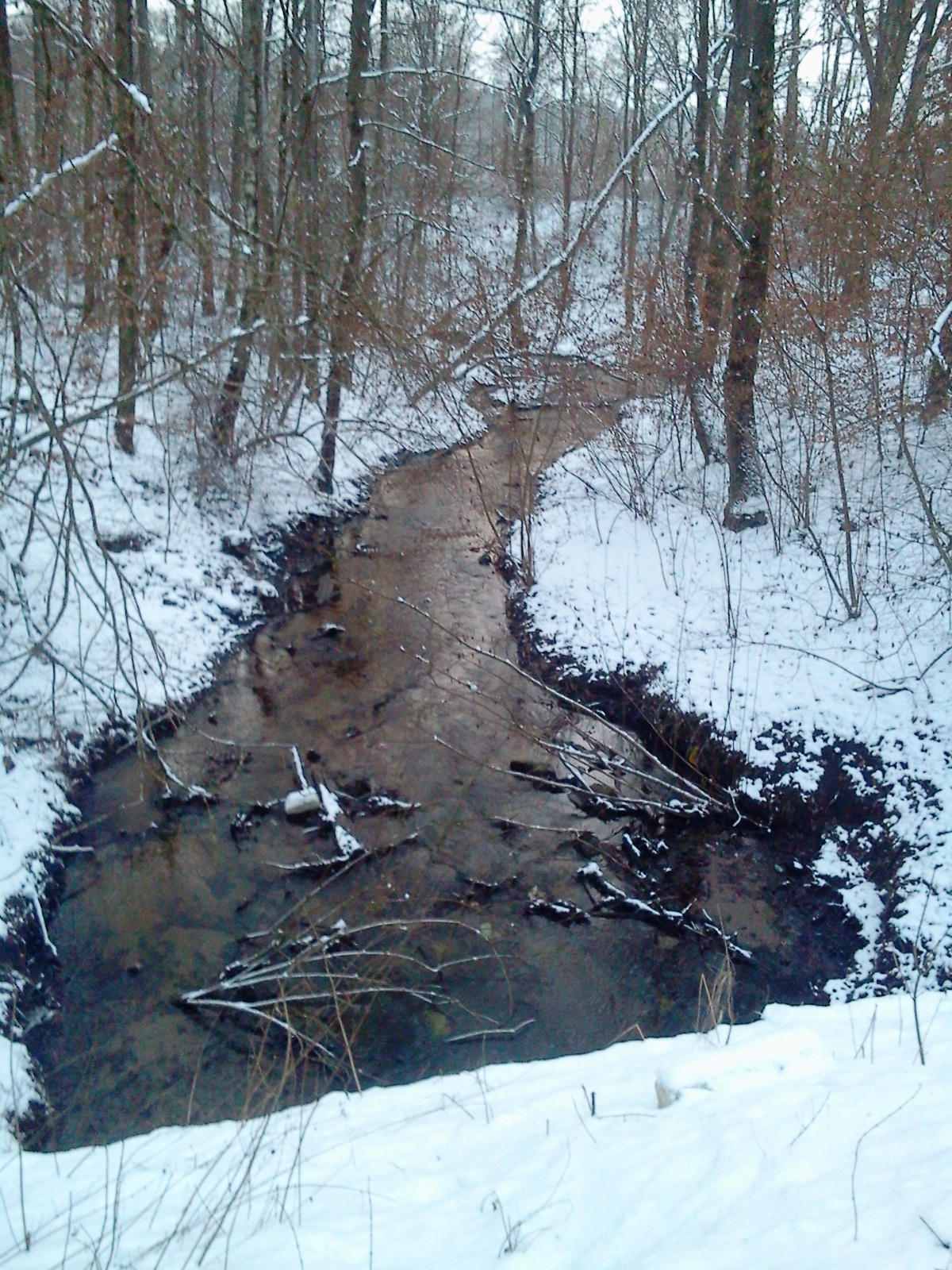
Rzeka Reska Węgorza tuż za  Świętoborcem dzielnicą Łobza
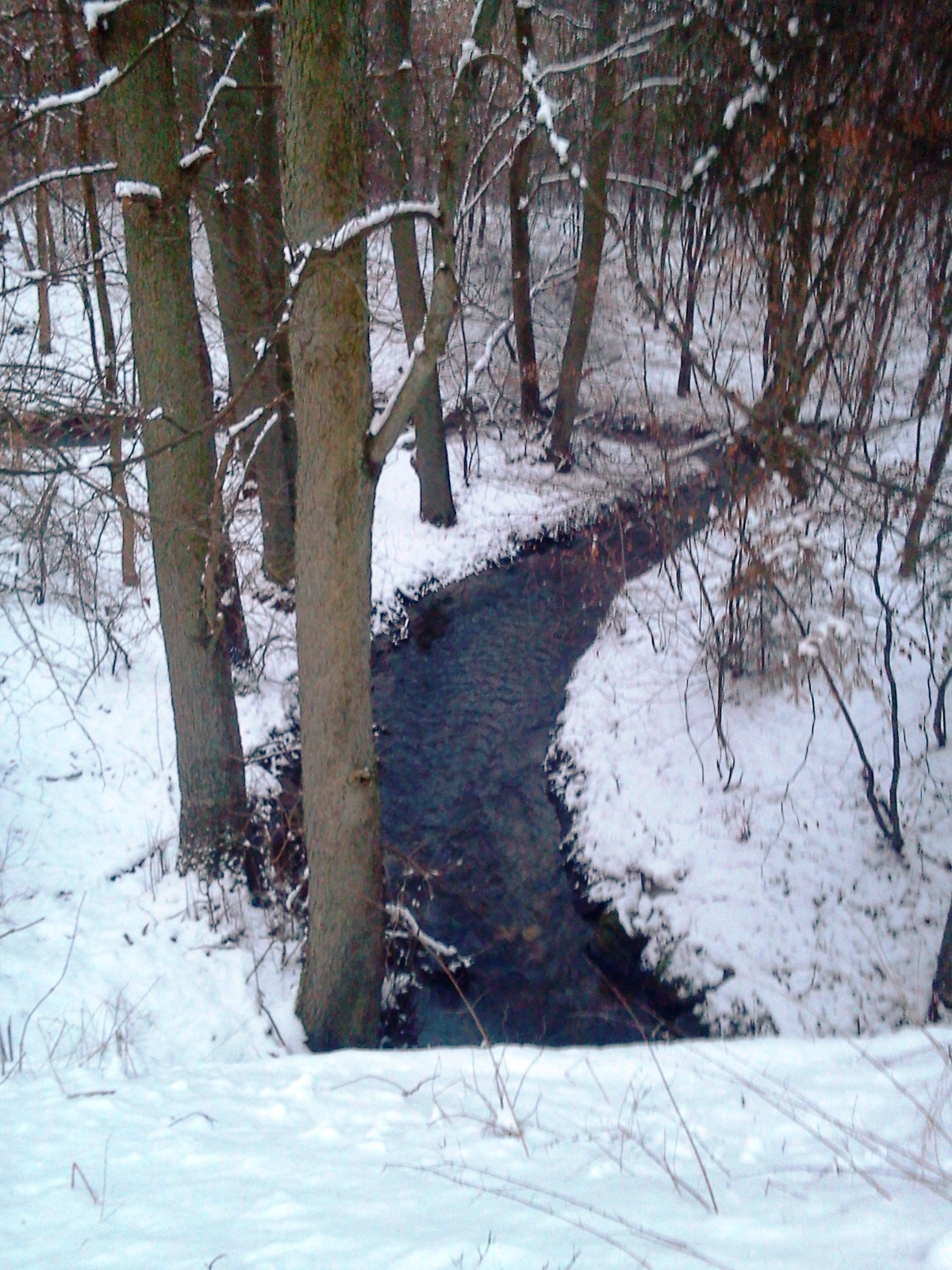
Kręta rzeczka
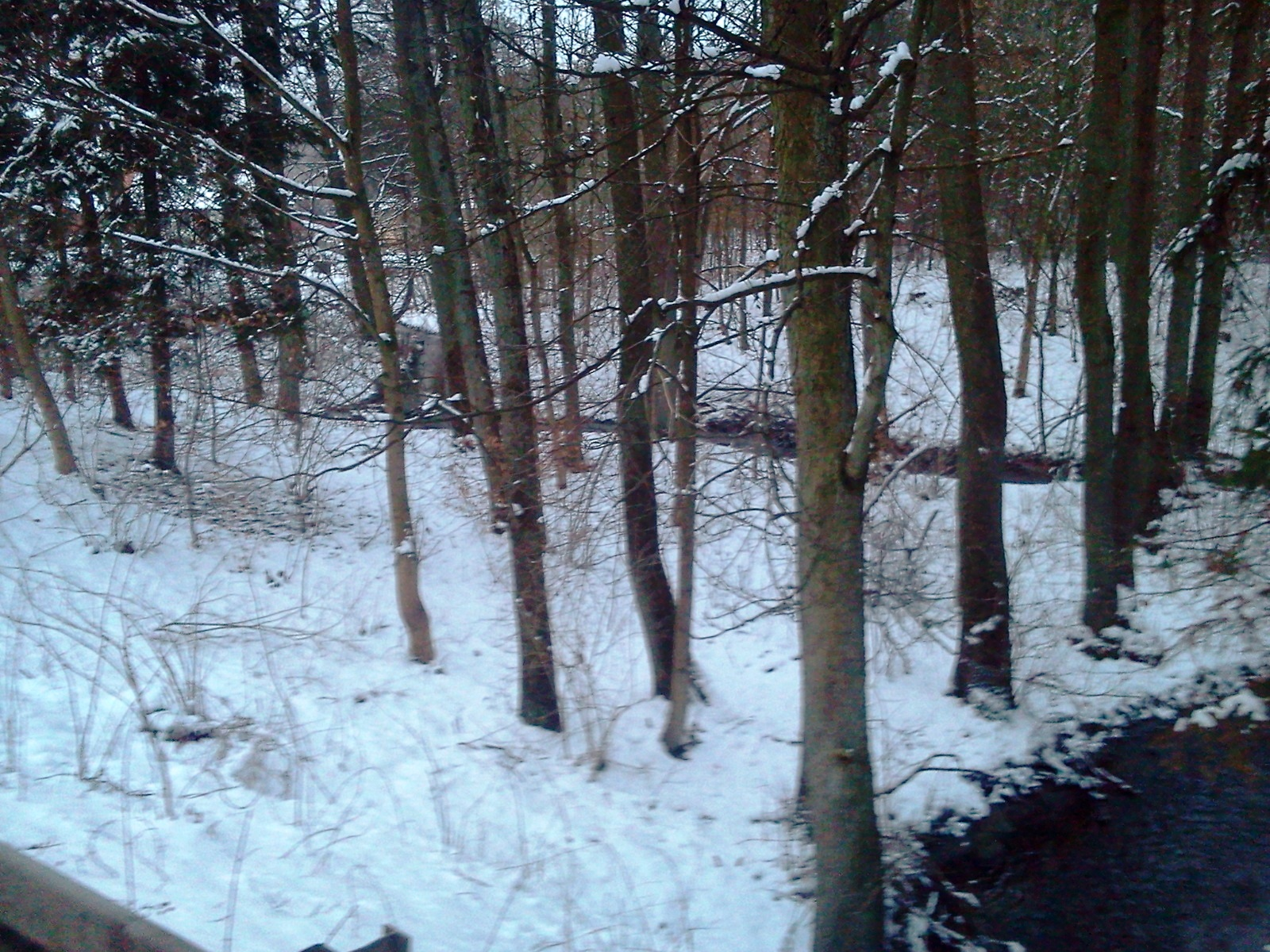
Reska Węgorza obok Świętoborca